# Roman Efimov
Roman Efimov, född 7 april 1976. Rysk orienterare. Världsmästare i stafett 2006 och 2007.